# 마이클 매드슨
마이클 매드슨(영어: Michael Madsen, 1957년 9월 25일 ~ 2025년 7월 3일)은 미국의 배우이다. 덴마크계 아버지와 아일랜드와 미국 원주민 혈통인 어머니 사이에서 태어났다.

## 출연 작품

### 영화
- 위험한 게임 (1983)
- 젊음의 초상 (1984)
- 내츄럴 (1984)
- 최후의 결전 (1989)
- 나를 두 번 죽여라 (1989)
- 도어즈 (1991) - 톰 베이커 역
- 델마와 루이스 (1991) - 지미 역
- 저수지의 개들 (1992)
- 프리 윌리 (1993)
- 장미의 복수 (1993)
- 겟어웨이: 끝없는 도주 (1994)
- 와이어트 어프 (1994)
- 스피시즈 (1995)
- 프리 윌리 2 (1995)
- 침묵의 암살자 (1995)
- 머홀랜드 폴스 (1996)
- 위너 (1996)
- 프랭키 더 플라이 (1996)
- 레드 타겟 (1996)
- 도니 브래스코 (1997)
- 스피시즈 2 (1998)
- 쎄크리파이스 (2000)
- 007 어나더데이 (2002)
- 내 상사의 딸 (2003)
- 킬 빌 1부 (2003)
- 44분 - 헐리우드 북쪽 (2003)
- 블루베리 (2004)
- 킬 빌 2부 (2004)
- 씬 시티 (2005)
- 블러드레인 (2005)
- 나니아 연대기: 사자, 마녀, 그리고 옷장 (2005)
- 무서운 영화 4 (2006)
- 보딩 게이트 (2007)
- 헬 라이드 (2008)
- 그린 랜턴: 첫 비행 (2009)
- 영웅: 샐러멘더의 비밀 (2011)
- 유다의 사자: 부활절 대모험 (2011) - 목소리
- 픽포켓 (2012)
- 히트맨 인 런던 (2015)
- 헤이트풀8 (2015)
- 원스 어폰 어 타임... 인 할리우드 (2019)
- 아틱 저스티스: 썬더 스쿼드 (2019) - 목소리
- 와일드 리벤지: 마지막 한 놈까지 (2021)

### 텔레비전
- St. Elsewherer (1983)
- Cagney & Lacey (1984)
- 마이애미의 두 형사 (1984)
- Crime Story (1986)
- 머나먼 정글 (1989)
- Jake and the Fatman (1989)
- 광속인간 샘 (1989)
- MADtv (2002)
- CSI: 마이애미 (2010)
- 24 (2010)
- 밥스 버거스 (2012) - 목소리
- 블루 블러드 (2012)
- 몹 닥터 (2012-13)
- 하와이 파이브-0 (2014)